# Neuroterus
Genre
Neuroterus est un genre d'insectes appartenant à l'ordre des hyménoptères, à la famille des cynipidés.
Ces petits insectes sont responsables de la formation de galles notamment sur les chênes.

## Liste d'espèces
Selon BioLib (26 février 2018) :
- Neuroterus aggregatus (Wachtl, 1880)
- Neuroterus albipes (Schenck, 1863)
- Neuroterus ambrusi Melika, Stone & Csóka, 1999
- Neuroterus anthracinus (Curtis, 1838)
- Neuroterus cerrifloralis Müllner, 1901
- Neuroterus laevisculus Schenck, 1863
- Neuroterus lanuginosus Giraud, 1859
- Neuroterus macropterus (Hartig, 1843)
- Neuroterus minutulus Giraud, 1859
- Neuroterus numismalis (Fourcroy, 1885)
- Neuroterus obtectus (Wachtl, 1880)
- Neuroterus politus Hartig, 1840
- Neuroterus pseudostreus (Küstenmacher, 1894)
- Neuroterus quercusbaccarum (Linnaeus, 1758)
- Neuroterus saliens (Kollar, 1857)
- Neuroterus tricolor (Hartig, 1841)

Selon ITIS (26 février 2018) :
- Neuroterus numismalis (Geoffroy in Fourcroy, 1785)
- Neuroterus quercusbaccarum (Linnaeus, 1758)